# Ted Hughes
Edward James Hughes (ur. 17 sierpnia 1930 w Mytholmroyd, West Yorkshire, zm. 28 października 1998 w Devon) – angielski poeta uznawany przez krytyków za jednego z najwybitniejszych poetów swojego pokolenia.
W latach 1956–1963 mąż amerykańskiej poetki Sylvii Plath, która popełniła samobójstwo w roku 1963 w wieku 30 lat. Jego udział w śmierci żony był często komentowany jako kontrowersyjny, w szczególności przez niektóre feministki i wielbicielki Sylvii Plath, które oskarżały go o sprowokowanie żony do odebrania sobie życia.
Sam Hughes oficjalnie nigdy nie wziął udziału w tej debacie, jednak w swojej ostatniej książce Birthday Letters (1998) opisał swój skomplikowany związek z Plath, co dla wielu osób ukazało go w kontekście małżeństwa w zdecydowanie lepszym świetle.
W roku 2003 jego rolę w biograficznym filmie o Sylvii Plath pod tytułem Sylvia zagrał brytyjski aktor Daniel Craig.

## Życie prywatne
Ted Hughes studiował anglistykę, antropologię i archeologię w Pembroke College w Cambridge. W tym czasie ukazały się jego pierwsze wiersze w założonym przez niego i kolegów czasopiśmie – St. Botolph’s Review. Na przyjęciu z okazji wydania pierwszego numeru pisma poznał Sylvię Plath. Pobrali się 16 czerwca 1956, po czterech miesiącach znajomości.
Rok później przeprowadzili się do USA, osiedlając się w zachodniej części stanu Massachusetts. Hughes i Plath pracowali w tym czasie na University of Massachusetts Amherst i w Smith College. Po krótkim pobycie w Bostonie obydwoje wrócili do Anglii w październiku 1959 roku, aby zamieszkać w Londynie, a potem w 1961 roku w hrabstwie Devon, w posiadłości Court Green w North Tawton. Mieli dwójkę dzieci, Friedę Hughes i Nicholas’a Farrar.
W 14 listach Plath do dr Ruth Beuscher (terapeutki), poetka opisywała doznania „maltretowania fizycznego i tortur psychicznych z rąk męża”. Potwierdza to zarzuty wielbicieli twórczości Plath, którzy twierdzą, że mąż przyczynił się do samobójstwa poetki. Pierwszy list wysłano w lutym 1960 roku, gdy Plath mieszkała z Hughesem w Londynie. Ostatni datowany jest na tydzień przed jej samobójczą śmiercią w lutym 1963 roku.
W roku 1962 ogłosili separację. Po śmierci żony, Hughes dalej mieszkał w Court Green ze swoją kochanką Assią Wevill, pozostając libertynem. Jako mąż Plath, po jej śmierci został wykonawcą jej testamentu i właścicielem praw autorskich do jej tekstów. Jak sam twierdzi, zniszczył ostatni tom pamiętników Plath, który opisywał ostatnie kilka miesięcy ich małżeństwa. W przedmowie do Dzienników Sylvii Plath broni się, iż uczynił to ze względu na ich dzieci.
Sześć lat po śmierci Plath, 22 marca 1969 roku, Assia Wevill popełniła samobójstwo, zabijając także czteroletnią córkę swoją i Hughesa, Alexandre Tatiane Elise. Assia Wevill popełniła samobójstwo tak samo jak Sylvia Plath – poprzez zatrucie gazem.

## Dzieła
Poezja
- 1957 – The Hawk in the Rain (Somerset Maugham Award 1960)
- 1960 – Lupercal
- 1967 – Wodwo
- 1967 – Recklings
- 1970 – Crow
- 1977 – Gaudete
- 1979 – Moortown Diary
- 1979 – Remains of Elmet
- 1983 – River
- 1986 – Flowers and Insects
- 1989 – Wolfwatching
- 1992 – Rain-charm for the Duchy
- 1994 – New Selected Poems 1957-1994
- 1997 – Tales from Ovid
- 1998 – Birthday Letters
- 2003 – Collected Poems

Antologie zredagowane przez Hughesa
- Selected Poems of Emily Dickinson
- Selected Poems of Sylvia Plath
- Selected Verse of Shakespeare
- A Choice of Coleridge’s Verse
- Oedipus by Seneca (tłumaczenie)
- Spring Awakening by Wedekind (tłumaczenie)
- Blood Wedding by Lorca (tłumaczenie)
- Phedre by Racine (tłumaczenie)
- Alcestis by Euripides (tłumaczenie)
- The Rattle Bag (wraz z Seamusem Heaneyem)
- The School Bag (wraz z Seamusem Heaneyem)
- By Heart: 101 Poems to Remember
- The Mays

Proza
- A Dancer to God
- Shakespeare and the Goddess of Complete Being
- Winter Pollen: Occasional Prose
- Difficulties of a Bridegroom
- Poetry in the Making

Książki dla dzieci
- How the Whale Became
- Meet my Folks!
- The Earth Owl and Other Moon-people
- Nessie the Mannerless Monster
- The Coming of the Kings
- The Iron Man
- Moon Whales
- Season Songs
- Under the North Star
- Ffangs the Vampire Bat and the Kiss of Truth
- Tales of the Early World
- The Iron Woman
- The Dreamfighter and Other Creation Tales
- Collected Animal Poems: Vols. 1-4
- The Mermaid's Purse
- The Cat and the Cuckoo